# Folke Fridell
Folke Fridell (Lagan, 1º ottobre 1904 – 12 agosto 1985) è stato uno scrittore svedese.

## Biografia
Prima di diventare scrittore subito dopo la Seconda guerra mondiale, Folke Fridell ha lavorato come operaio tessile.
Questa esperienza lascia una traccia profonda nelle opere dello scrittore svedese: la scrittura diventa testimonianza di tutto ciò che Fridell ha visto e provato come operaio e si incentra soprattutto sui temi della denuncia e della necessità di una rivolta.
Grazie a una produzione non vasta numericamente ma molto densa come contenuti, Fridell è diventato un importante esponente della generazione di scrittori proletari svedesi.

## Le opere
- Tack för mig - grottekvarn 1945
- Död mans hand 1946
- "Syndfull skalpelse", 1948 (trad. it Una settimana di peccato, Iperborea, 1990. ISBN 88-7091-012-1)
- Greppet hårdnar 1948
- Av egen kraft 1949
- Bekännelse 1949
- Hoppjerka 1950
- Bergspredikan 1951
- Syndfull skapelse 1952 (med A. Gunnar Bergman),
- Något måste gro.... 1952
- Peter 1953
- Jungfrun i det grå 1954
- Bjälken i ditt öga 1955
- Bönsöndag 1956
- Kerstin 1957
- Britta tar befälet 1959
- Äldst i världen 1959
- Stenansiktet 1962
- Dag som ovan 1964
- Nattfjäril 1966
- Bokens vecka 1967
- Återblick och framtidssyn 1970